# Zäsur (Geschichte)
Eine Zäsur bezeichnet in der Geschichtswissenschaft einen markanten Einschnitt, also die Grenze zwischen zwei Epochen. Zäsuren sind damit ein zentrales Mittel der Periodisierung.
Auf anderen Ebenen geschichtlicher Entwicklung bezeichnet man merkliche Einschnitte durch Ereignisse, welche die weitere Entwicklung merklich beeinflussten, ebenfalls als Zäsur. So spricht man zum Beispiel von einer Zäsur in der Stadtgeschichte, in einer Firmengeschichte oder von einer Zäsur in der Laufbahn einer Person.
Zäsuren sind stets nachträgliche Konstrukte, da die Bedeutung von Ereignissen, die den Zeitgenossen revolutionär vorgekommen sein mögen, in der Rückschau oft als weniger einschneidend erscheinen. Der Historiker Martin Sabrow differenziert zwischen nachträglicher Deutungszäsur und zeitgenössischer Erfahrungs- oder Ordnungszäsur. Beide könnten durchaus miteinander in Spannung stehen.

## Beispiele
Ein Beispiel in der Antike war etwa die Diktatur Sullas ab 82 v. Chr. Weitere Beispiele für Zäsuren in der Neuzeit sind das Ende des Dreißigjährigen Kriegs 1648, die Französische Revolution 1789 oder der Wiener Kongress 1815, der zur Neuordnung Europas nach der napoleonischen Ära führte.
Beispiele für Zäsuren für die moderne Gesellschaft sind etwa die Oktoberrevolution 1917 bzw. das Ende des Ersten Weltkrieges 1918, das Ende des Zweiten Weltkrieges und die Atombombenabwürfe auf Hiroshima und Nagasaki 1945 oder die Wende 1989 in der DDR, die zur deutschen Wiedervereinigung führte. Ob auch die Terroranschläge am 11. September 2001 eine Zäsur darstellten, ist umstritten.